# Seznam osebnosti iz Mestne občine Slovenj Gradec
Seznam osebnosti iz Mestne občine Slovenj Gradec vsebuje osebnosti, ki so se tu rodile, delovale ali umrle.
Mestna občina ima 22 naselij: Brda, Gmajna, Golavabuka, Gradišče, Graška Gora, Legen, Mislinjska Dobrava, Pameče, Podgorje, Raduše, Sele, Slovenj Gradec, Spodnji Razbor, Stari trg, Šmartno pri Slovenj Gradcu, Šmiklavž, Tomaška vas, Troblje, Turiška vas, Vodriž, Vrhe in Zgornji Razbor.

## Gospodarstvo
- Janez Basle, gospodarstvenik (1940, Maribor – 2015, Slovenj Gradec)
- Krešo Karaman, farmacevt in lekarnar v Slovenj Gradcu (? – 1945, Dachau, Nemčija)
- Družina Perger, Hrabroslav, Boštjan, Lucijan, medičarji, lectarji in svečarji v Slovenj Gradcu od leta 1757
- Viktor Repanšek, inženir in kmetijski strokovnjak, v Slovenj Gradcu je služboval leta 1952 (1913, Kamnik – 2006, Ljubljana)
- Tomaž Rožen, ekonomist, župan (1972, Slovenj Gradec)
- Franc Tretjak, ekonomist in zbiratelj (1914, Troblje – 2009, ?)
- Boštjan Vasle, ekonomist (1969, Slovenj Gradec)
- Johann Zöttl, avstrijski stavbenik (1830, Gradec, Avstrija – 1889, Slovenj Gradec)
- Franc Zupančič, gradbeni inženir, podjetnik, pilot in častnik, v Slovenj Gradcu je kot direktor tovarne meril služboval po letu 1919 in pred 1930 (1886, Rakovnik pri Šentrupertu – 1953, Ljubljana)

## Humanistika in znanost
- Simon Atelšek, jezikoslovec (1980, Slovenj Gradec)
- Bojan Borstner, filozof in pedagog (1954, Slovenj Gradec)
- Marjan Britovšek, zgodovinar in sociolog (1923, Slovenj Gradec – 2008, Ljubljana)
- Jasna Fischer, zgodovinarka (1945, Slovenj Gradec – 2018, Ljubljana)
- Ignacija Fridl Jarc, filozofinja in kritičarka (1968, Slovenj Gradec)
- Ivan Gams, geograf in krasoslovec (1923, Slovenj Gradec – 2014, Ljubljana)
- Alenka Jelovšek, jezikoslovka (1984, Slovenj Gradec)
- Patrik Kolar, kemik (1967, Slovenj Gradec)
- Tina Lengar Verovnik, jezikoslovka (1974, Slovenj Gradec)
- Marjan Linasi, zgodovinar (1958, Slovenj Gradec)
- Matej Makarovič, sociolog in politični komentator (1970, Slovenj Gradec)
- Irena Marković, zgodovinarka in geografinja (1964, Slovenj Gradec)
- Marjana Merkač Skok, strokovnjakinja organizacijskih ved (1959, Slovenj Gradec)
- Janez Mrdavšič, slavist, jezikoslovec, urednik, profesor (1928, Črna na Koroškem – 2004, Slovenj Gradec)
- Tone Novak, biolog (1950, Slovenj Gradec)
- Jože Potočnik, arhivar, zgodovinar in geograf, profesor, častni občan Slovenj Gradca (? – ?)
- Mateja Rek, sociologinja, menedžerka (1976, Slovenj Gradec)
- Renata Salecl, filozofinja in sociologinja, častna občanka Slovenj Gradca (1962, Slovenj Gradec)
- Friedrich Schaffernak, avstrijski inženir hidravlike in hidrolog (1881, Slovenj Gradec – 1951, Gradec, Avstrija)
- Helena Smrtnik Vitulić, psihologinja (1974, Slovenj Gradec)
- Anita Srebnik, nederlandistka in profesorica (1969, Slovenj Gradec)
- Janez Stanonik, filolog, literarni zgodovinar in leksikograf (1922, Slovenj Gradec – 2014, Ljubljana)
- Vojko Strahovnik, filozof in zgodovinar (1978, Slovenj Gradec)
- Mira Strmčnik Gulič, arheologinja (1946, Legen)
- Alojzij Trstenjak, krajevni zgodovinar, v Slovenj Gradcu je služboval po letu 1920 in pred 1935 (1887, Pušenci – 1964, Maribor)
- Avguštin Tyfernus, humanist, arhitekt in zbiratelj rimskih napisov (med 1470 in 1479, Laško – med 1535 in 1537, Slovenj Gradec)
- Boris Wenko, agronom in zootehnik (1895, Slovenj Gradec – 1980, Fürstenfeld, Avstrija)
- France Wernig, agronom in šolnik, v Slovenj Gradcu je kot okrajni ekonom služboval v letih 1921–1924 (1894, Kočuha, Avstrija – 1969, Bischofshofen, Avstrija)
- Anton Železnikar, inženir elektrotehnike, strokovnjak za računalništvo, informatiko in umetno inteligenco (1928, Slovenj Gradec)
- Milan Ževart, zgodovinar (1927, Podkraj pri Velenju – 2006, Slovenj Gradec)

## Informiranje
- Sekumady Conde, novinar in televizijski voditelj (1980, Slovenj Gradec)
- Urška Čerče, novinarka in producentka (1978, Slovenj Gradec)
- Andrej Hofer, novinar, televizijski voditelj in urednik (1972, Slovenj Gradec)
- Drago Košmrlj, časnikar in publicist, v Slovenj Gradcu kot učitelj služboval po letu 1940 in pred 1942 (1860, Travnik pri Loškem Potoku – 2003, Ljubljana)
- Ambrož Kvartič, radijski in televizijski napovedovalec, scenarist, etnolog in mladinski pisatelj (1985, Slovenj Gradec)
- Janez Pirš, novinar in televizijski voditelj (1947, Slovenj Gradec – 2005, ?)

## Kultura
- Friderik Angeli, kulturni delavec in pevski organizator (1942, Prevalje – 2006, Slovenj Gradec)
- Maks Dolinšek, kulturni delavec, fotograf, pisec in učitelj (1910, Ravne na Koroškem – 1987, Slovenj Gradec)
- Blaž Prapotnik, pesnik, publicist, urednik, grafični oblikovalec, kulturni delavec (1966, Slovenj Gradec)
- Marjan Pungartnik, literarni ustvarjalec, novinar, prevajalec, publicist, urednik (1948, Legen)
- Matevž (Mitja) Šipek, kulturnik in metalurg (1926, Šentanel – 2015, Slovenj Gradec)

### Glasba
- Anton Apohal, kantavtor (1958, Slovenj Gradec – 2002, Slovenj Gradec)
- Mojca Bitenc, operna pevka (1989, Slovenj Gradec)
- 6pack Čukur, raper (1978, Slovenj Gradec)
- Silva Hrašovec, pianistka in glasbena pedagoginja (1910, Novo mesto – 1994, Slovenj Gradec)
- Matjaž Jelen, pevec, tekstopisec in skladatelj (1966, Slovenj Gradec/Velenje)
- Milan Kamnik, glasbenik, kantavtor (1957, Slovenj Gradec)
- Franci Krevh, glasbenik (1973, Slovenj Gradec)
- Ivan Krpač, organist in glasbeni pedagog (1898, Šmartno pri Slovenj Gradcu – 1953, Šmartno pri Slovenj Gradcu)
- Jože Leskovar, zborovodja, ravnatelj in učitelj, častni občan Slovenj Gradca (1934, Slovenska Bistrica)
- Nino Ošlak, pevec, tekstopisec, skladatelj in pedagog (1990, Slovenj Gradec)
- Nejc Pačnik, harmonikar in pedagog (1990, Slovenj Gradec/Škale)
- Igor Podpečan, pevec, glasbenik, skladatelj, tekstopisec in producent (1967, Slovenj Gradec)
- Adi Smolar, kantavtor in pesnik (1959, Slovenj Gradec)
- Franc Šegovc, pevec in harmonikar, častni občan Slovenj Gradca (1937, Selovec)
- Ivan Ulaga (Vrhovski Anzek), godbenik in partizan (1910, Svetina – 1995, Slovenj Gradec)
- Natalija Verboten, pevka (1976, Slovenj Gradec)
- Irena Vrčkovnik, pevka (1968, Slovenj Gradec)
- Tadeja Vulc, skladateljica in zborovodkinja (1978, Slovenj Gradec)
- Simona Weiss, pevka (1963, Maribor – 2015, Slovenj Gradec)
- Hugo Wolf, skladatelj (1860, Slovenj Gradec – 1903, Dunaj, Avstrija)

### Gledališče in film
- Emil Abršček, režiser in dramaturg (1950, Mislinjska Dobrava)
- Ivo Ban, gledališki in filmski igralec (1949, Slovenj Gradec)
- Katarina Čas, gledališka in filmska igralka, televizijska voditeljica (1976, Slovenj Gradec)
- Kajetan Čop, gledališki igralec in režiser, lutkar (1974, Slovenj Gradec)
- Tina Gorenjak, gledališka in filmska igralka, pevka (1972, Slovenj Gradec)
- Boris Jurjaševič, scenarist in režiser (1955, Slovenj Gradec)
- Andrej Jus, režiser (1981, Slovenj Gradec)
- Lado Kralj, kritik, dramaturg, literarni teoretik (1938, Slovenj Gradec)
- Marko Mandić, gledališki in filmski igralec (1974, Slovenj Gradec)
- Saša Mihelčič, gledališka in filmska igralka (1973, Slovenj Gradec)
- Jerica Mrzel, gledališka in filmska igralka, glasbenica in političarka (1945, Turiška vas)
- Sonja Prosenc, filmska režiserka, producentka in scenaristka (1977, Slovenj Gradec)
- Igor Štamulak, gledališki in filmski igralec (1976, Slovenj Gradec)
- Ajda Valcl, gledališka in radijska režiserka (1981, Slovenj Gradec)
- Štefan Vevar, teatrolog, kustos, prevajalec (1953, Slovenj Gradec)
- Barbara Zemljič, filmska scenaristka in režiserka (1978, Slovenj Gradec)
- Pia Zemljič, gledališka in filmska igralka (1975, Slovenj Gradec)
- Janez Žmavc, dramatik, dramaturg in knjižničar (1924, Šoštanj – 2019, Slovenj Gradec)
- Robert Waltl, igralec, režiser, lutkar in umetniški vodja (1965, Slovenj Gradec)

## Politika
- Boris Balant, državni sekretar (1973, Slovenj Gradec)
- Alan Bukovnik, politik (1970, Slovenj Gradec)
- Stanko Buser, politik, diplomat in geolog (1932, Boletina – 2006, Slovenj Gradec)
- Anton Delak, politik in pravnik (1927, Trst, Italija – 2002, Slovenj Gradec)
- Matjaž Hanžek, politik, sociolog in pesnik (1949, Slovenj Gradec)
- Andreja Katič, političarka in pravnica (1969, Slovenj Gradec)
- Matej Lahovnik, politik in ekonomist (1971, Slovenj Gradec)
- Mirko Messner, koroškoslovenski politik in pisatelj (1948, Slovenj Gradec)
- Jernej Pikalo, politik in profesor (1975, Slovenj Gradec)
- Patrick Vlačič, politik in pravnik (1970, Slovenj Gradec)
- Pavle Žaucer - Matjaž, politik, agronom in partizan, v Slovenj Gradcu je kot sekretar OK ZKS služboval v letih 1951–1953 (1914, Janževa Gora – 1986, Ljubljana)

## Pravo in uprava, policija
- Adolf Ankon, župan Slovenj Gradca 1952–1955 (1900, Ljubljana – 1995, Slovenj Gradec)
- Alojz Bratkovič, župan Slovenj Gradca v letih 1919–1921 in 1929–1935, odvetnik (1876, Kimova pri Negovi – 1937, Slovenj Gradec)
- Franjo Cajnko, župan Slovenj Gradca v letih 1924–1927, trgovec, podjetnik, posestnik, gostinec (1886, ? – 1973, najverjetneje Slovenj Gradec)
- Andrej Čas, župan Slovenj Gradca v letih 2012–2014 in 2014–2018, gospodarstvenik, inženir, profesor (1958, Slovenj Gradec)
- Ivo Čerče, župan Slovenj Gradca v letih 1967–1972 (? – ?)
- Janez Gologranc, župan Slovenj Gradca v letih 1984–1988, (? – ?)
- Franc Gornjak, župan Slovenj Gradca v letih 1979–1984 (? – ?)
- Mitja Horvat, župan Slovenj Gradca v letih 1978–1979 (? – ?)
- Tilen Klugler, župan Slovenj Gradca od leta 2018 (1976, Slovenj Gradec)
- Janez Komljanec, župan Slovenj Gradca v letih 1995–1998 in 1998–2002, politik, častni občan Slovenj Gradca (1938, Bučka – 2015, Slovenj Gradec)
- Drago Kos, kriminalist (1961, Slovenj Gradec)
- Rajko Knez, pravnik in ustavni sodnik (1969, Slovenj Gradec)
- Franc Marčič, župan Slovenj Gradca v letih 1921–1924 (? – ? morda 1945, Gorca)
- Josip Picej, župan Slovenj Gradca v letih 1936–1941 (? – ?)
- Peter Planinšec, župan Slovenj Gradca v letih 1973–1974 (? – ?)
- Franc Razdevšek, župan Slovenj Gradca v letih 1963–1967, gospodarstvenik, politik (1928, ? – 2013, ?)
- Anton Rogina, pravnik (1862, Podgorje – 1944, Ljubljana)
- Ivan Rojnik, župan Slovenj Gradca v letih 1935–1936, morda tudi inženir, trgovec in vojaški častnik (morda 1889, ? – ?)
- Otmar (Oto) Sekavčnik, župan Slovenj Gradca v letih 1957–1962, gospodarstvenik, politik, častni občan Slovenj Gradca (1924, ? – 2015, Slovenj Gradec)
- Ivo Skerlovnik, župan Slovenj Gradca v letih 1956–1957, oficir, politik, gospodarstvenik (?, Ribnica na Pohorju – ?)
- Konrad Šmid, pravnik in carinski strokovnjak (1886, Podgorje – 1954, Slovenj Gradec)
- Ivan Uršič, župan Slovenj Gradca v letih 1974–1978, 1988–1990 in 1990–1994 (? – ?)
- Franc Večko, župan Slovenj Gradca v letih 1927–1929, ravnatelj (morda 1910, ? – morda 1943, ?)
- Matjaž Zanoškar, župan Slovenj Gradca v letih 2002–2006, 2006–2010 in 2010–2011, politik (1951, Slovenj Gradec)

## Religija
- Anton Cestnik, duhovnik, profesor in politik, v Slovenj Gradcu je služboval v letih 1892–1893 (1868, Vrhe – 1947, Celje)
- Gabrijel Cizl, duhovnik (1949, Slovenjske Konjice – 2017, Slovenj Gradec)
- Alojzij Čižek, duhovnik in pisec, v Slovenj Gradcu je služboval ok. 1893–1894 (1896, Pilštanj – 1933, Jareninski Dol)
- Jurij Gostenčnik, duhovnik (1819, Sele – 1860, Chillisquaque, Pensilvanija, ZDA)
- Jožef Gregor, duhovnik (1910, Troblje – ?, nazadnje deloval v Teksasu, ZDA)
- Ivan Jerič, duhovnik, politik in urednik (1891, Dokležovje – 1975, Slovenj Gradec)
- Janez Pavel Ješenak, duhovnik in pisatelj (1755, Slovenj Gradec – 1827, Šentandraž v Labotski dolini, Koroška, Avstrija)
- Andrej (Janez) Jug, duhovnik, preroditelj in pesnik, v Starem trgu pri Slovenj Gradcu je kot kaplan služboval leta 1810 (1778, Solkan – 1840, Dobrla vas na Koroškem, Avstrija)
- Jaroslav Kotnik, duhovnik (1914, Trst – 2007, Slovenj Gradec)
- Vinko Kraljič, duhovnik, v Slovenj Gradcu je služboval po letu 1960 in pred 1965 (1934, Vizore)
- Matko Krevh, duhovnik, pesnik in pisatelj (1890, Stari trg – 1938, Sveti Anton na Pohorju)
- Štefan Kušer, duhovnik, v Slovenj Gradcu služboval leta 1938 (1910, Zgornja Brežnica – 2002, Celje)
- Janez Lenart, duhovnik (1842, Cirkovce – 1932, Šmartno pri Slovenj Gradcu)
- Franc Pavlič, pater in misijonar (1965, Ljubljana – 2005, El Alto, Bolivija)
- Vinko Razgoršek, duhovnik (1888, Kotlje – 1952, Pameče)
- Peter Skuhala, duhovnik, pesnik in pripovednik, v Šmiklavžu je služboval po letu 1847 in pred 1882 (1847, Cven – 1913, Ljutomer)
- Jakob Soklič, duhovnik in umetnostni zgodovinar (1893, Bled – 1972, Slovenj Gradec)
- Josip Somrek, duhovnik in teolog (1871, Čadram – 1936, Šmartno pri Slovenj Gradcu)
- Janez Šimonc, duhovnik in pisec, v Slovenj Gradcu je služboval v letih 1756–1760 (1730, Vuzenica – 1804, Ruše)
- Franc Šmon, duhovnik, politik, politični pisec in prevajalec (1907, Loke – 1985, Slovenj Gradec)
- Jožef Šuc, duhovnik, politik in publicist (1837, Ponikva – 1900, Šmartno pri Slovenj Gradcu)
- Jurij Verdinek, duhovnik in pisec (1770, Ribnica na Pohorju – 1836, Stari trg)
- Janez Krstnik Vreže, duhovnik in pisec, v Šmartnem pri Slovenj Gradcu je služboval v letih 1889–1891 (1862, Belo – 1943, Maribor)
- Mihael Werdnigg, duhovnik, jezuit, teolog (1731, Slovenj Gradec – 1815, Gradec, Avstrija)
- Jožef Žehel, duhovnik in pripovednik, v Šmartnem pri Slovenj Gradcu je služboval v letih 1852–1856 (1824, Gornji Grad – 1898, Mozirje)

## Šolstvo
- Zmago Bregant, učitelj in pedagoški pisec, Pamečah služboval v letih 1920–1922 (1889, Negova – 1961, Maribor)
- Anton Brezovnik, učitelj, politik in pisatelj (1853, Stari trg – 1923, Vojnik)
- Vinko Brumen, pedagog in filozof, v Slovenj Gradcu je kot učitelj služboval v letih 1939–1940 (1909, Šalovci – 1993, Hurlingham, Argentina)
- Ivan Ferk, prosvetni delavec, učitelj in ravnatelj (1903, Pameče – 1981, Maribor)
- Franček Lasbacher, pedagog in ravnatelj, predstojnik koroškega Zavoda za šolstvo, v Slovenj Gradcu je deloval od leta 1965 (1938, Terbegovci)
- Jože Leskovar, glasbeni pedagog, skladatelj, učitelj in ravnatelj, v Slovenj Gradcu je služboval od leta 1953 (1934, Slovenska Bistrica)
- Ivan Sprachmann, šolnik, glasbenik in skladatelj, v Slovenj Gradcu je kot organist deloval po 1889 in pred 1893 (1873, Dobrova pri Dravogradu – 1939, Ljubljana)
- Ljudevit Stiasny, učitelj, pedagoški pisec in potopisec, zgodovinar (1862, Tržič – 1936, Slovenj Gradec)
- Tone Turičnik, pedagog, ravnatelj, urednik, literarni ustvarjalec, kulturni organizator (1933, Golavabuka – 2005, Slovenj Gradec)
- Jože Vogrinc, pedagog, v Slovenj Gradcu je kot učitelj služboval v letih 1959–1961 (1925, Mihalovec – 1987, Lucija)
- Ernest Vranc, pedagog, v Slovenj Gradcu je kot učitelj služboval v letih 1924–1925 (1899, Ponikva – 1961, Maribor)
- Blaž Zmazek, matematik in profesor (1968, Slovenj Gradec)
- Bogdan Žolnir, učitelj, muzealec in partizan (1908, Olimje – 1998, Slovenj Gradec)

## Šport
- Tettey-Sowah Banfro, rokometaš (1969, Slovenj Gradec)
- Gašper Berlot, nordijski kombinatorec (1990, Slovenj Gradec/Velenje)
- Roman Bezjak, nogometaš (1989, Slovenj Gradec)
- Boštjan Buč, atlet (1980, Slovenj Gradec)
- Bojan Breznik, karateist (1971, Slovenj Gradec)
- Roman Breznik, karateist (1963, Slovenj Gradec)
- Vinko Cajnko, kolesar in športni funkcionar (1911, Vodranci – 2007, Slovenj Gradec)
- Matjaž Cvikl, nogometaš (1967, Slovenj Gradec – 1999, Ljubljana)
- Klemen Čebulj, odbojkar (1992, Slovenj Gradec)
- Ana Drev, alpska smučarka (1985, Slovenj Gradec/Šmartno ob Paki)
- Damir Dugonjić, plavalec (1988, Slovenj Gradec/Ravne na Koroškem)
- Neja Dvornik, alpska smučarka (2001, Slovenj Gradec)
- Manca Fajmut, igralka namiznega tenisa (1990, Slovenj Gradec)
- Krista Fanedl Dekleva, alpska smučarka (1941, Slovenj Gradec)
- Matjaž Ferarič, jadralni padalec in športni pedagog (1961, Slovenj Gradec)
- Matej Flis, alpinist in elektrotehnik (1978, Slovenj Gradec)
- Sašo Fornezzi, nogometaš (1982, Slovenj Gradec)
- Janja Garnbret, športna plezalka (1999, Slovenj Gradec/Šmartno pri Slovenj Gradcu)
- Anita Goltnik Urnaut, odbojkarica sede (1964, Slovenj Gradec)
- Danica Gošnak, odbojkarica sede (1962, Slovenj Gradec)
- Aleš Gorza, alpski smučar (1980, Slovenj Gradec/Črna na Koroškem)
- Andrej Gradišnik, alpinist, metalurg in manager (1963, Slovenj Gradec)
- Mitja Grudnik, plesalec (1991, Slovenj Gradec)
- Peter Harnold, triatlonec (1978, Slovenj Gradec)
- Vladimir Homan, odbojkar sede (1951, Slovenj Gradec)
- Blaž Hölcl, gorski kolesar (1992, Slovenj Gradec)
- Milko Hrašovec, alpinist in odvetnik (1887, Slovenj Gradec – 1976, ?)
- Črt Ikovic, deskar na snegu (1996, Slovenj Gradec)
- Alenka Iršič Bavše, odbojkarica sede (1968, Slovenj Gradec)
- Janez Jamnik, gorski kolesar (1973, Slovenj Gradec)
- Irena Jež, alpska smučarka (1954, Slovenj Gradec)
- Vid Kavtičnik, rokometaš (1984, Slovenj Gradec)
- Ines Kogal, plesalka (1987, Slovenj Gradec)
- Glorija Kotnik, deskarka na snegu (1989, Slovenj Gradec/Velenje)
- Davorin Kragelnik, odbojkar sede (1958, Slovenj Gradec)
- Mitja Kunc, alpski smučar (1971, Slovenj Gradec)
- Živa Ledinek, plezalka (1995, Slovenj Gradec)
- Tina Maze, alpska smučarka (1983, Slovenj Gradec/Črna na Koroškem)
- Boštjan Nachbar, košarkar (1980, Slovenj Gradec)
- Gaja Natlačen, plavalka (1997, Slovenj Gradec)
- Tjaša Oder, plavalka (1994, Slovenj Gradec)
- Lena Pavlinič, plesalka (1985, Slovenj Gradec)
- Matic Pavlinič, plesalec (1984, Slovenj Gradec)
- Borut Plaskan, rokometaš (1966, Slovenj Gradec)
- Monika Pogladič Marčinković, smučarska skakalka (1987, Slovenj Gradec)
- Nežka Pori, atletinja (1987, Slovenj Gradec)
- Iztok Puc, rokometaš (1966, Slovenj Gradec–2011, Florida, ZDA)
- Marijan Pušnik, nogometni trener (1960, Slovenj Gradec)
- Jože Ravnjak, lokostrelec (1960, Slovenj Gradec)
- Maja Rodič Štruc, plavalka (1963, Slovenj Gradec)
- Mojca Sagmeister, plavalka (1996, Slovenj Gradec)
- Katarina Srebotnik, teniška igralka (1981, Slovenj Gradec)
- Mario Šoštarič, rokometaš (1992, Slovenj Gradec)
- Sašo Štalekar, odbojkar (1996, Slovenj Gradec)
- Ilka Štuhec, alpska smučarka (1990, Slovenj Gradec)
- Marko Šuler, nogometaš (1983, Slovenj Gradec)
- Branko Tamše, rokometni trener (1978, Slovenj Gradec)
- Vid Tancer, gorski kolesar (1991, Slovenj Gradec)
- Tine Urnaut, odbojkar (1988, Slovenj Gradec)
- Denis Valentan, odbojkar (1988, Slovenj Gradec)
- Dejan Vinčič, odbojkar (1986, Slovenj Gradec)
- Anja Zdovc, odbojkarica (1987, Slovenj Gradec)

## Umetnost: Slikarstvo, kiparstvo, arhitektura in fotografija
- Andrej iz Ottinga, Bavarska, slikar, v Slovenj Gradcu je deloval v letih 1459–1460 (? – ?)
- Uroš Acman, fotograf (1982, Slovenj Gradec)
- Kaja Avberšek, vizualna umetnica, striparka in oblikovalka (1983, Slovenj Gradec)
- Franc (Fran) Berneker, kipar (1874, Gradišče – 1932, Ljubljana)
- Borut Bončina, arhitekt, oblikovalec in urbanist (1961, Slovenj Gradec)
- Bogdan Borčić, slikar (1926, Ljubljana – 2014, Slovenj Gradec)
- Stojan Brezočnik, ilustrator in likovni pedagog (1954, Slovenj Gradec)
- Jure Bricman, oblikovalec in likovni pedagog (1964, Slovenj Gradec)
- Katja Bricman Jurgec, oblikovalka in likovna pedagoginja (1968, Slovenj Gradec)
- Marijan Eiletz, arhitekt (1926, Slovenj Gradec – 2019, Buenos Aires, Argentina)
- Milan Erič, slikar, ilustrator in avtor animiranih filmov (1956, Slovenj Gradec)
- Anton Gvajc, slikar, v Slovenj Gradcu je živel leta 1919 (1865, Ljubljana – 1935, Brežice)
- Ciril Horjak, ilustrator in karikaturist (1975, Slovenj Gradec)
- Tomo Jeseničnik, fotograf in publicist (1964, Črna na Koroškem)
- Jiři Kočica, kipar, karikaturist in pedagog (1966, Slovenj Gradec)
- Niko R. Kolar, galerist, kulturni delavec, založnik, urednik in publicist (1945, Slovenj Gradec)
- Nande Korpnik, arhitekt (1962, Slovenj Gradec)
- Ervin Kralj, slikar, grafik in pedagog (1939, Slovenj Gradec – 2017, Maribor)
- Janez Jurij Mersi, kipar (1725, morda Rogatec? – 1788, najverjetneje Slovenj Gradec)
- Karla Oder, kustosinja, muzealka, etnologinja (1960, Slovenj Gradec)
- Ludvik Pandur, slikar (1947, Slovenj Gradec)
- Karel Pečko, slikar (1920, Vuhred – 2016, Slovenj Gradec)
- Uroš Potočnik, slikar (1974, Slovenj Gradec)
- Naca Rojnik, kiparka, kulturna delavka in likovna pedagoginja, v Slovenj Gradcu deluje od leta 1977 (1951, Ljubljana)
- Oskar (Oki) Rotovnik, slikar in obrtnik (1947, Slovenj Gradec)
- Zoran Rožič, slikar, fotograf in pesnik (1964, Slovenj Gradec)
- Janez Jakob Schoy, kipar, v Slovenj Gradcu je deloval v letih 1731–1733 (1688, Maribor – 1733, Gradec, Avstrija)
- Matej Sitar, fotograf, sodobni umetnik (1980, Slovenj Gradec)
- Jožef Staner, kipar, v Slovenj Gradcu je živel in deloval najpozneje po letu 1734 (1701, Irdning, Avstrija – ?)
- Franc Mihael Strauss, baročni slikar (1674, Slovenj Gradec – 1740, Slovenj Gradec)
- Janez Andrej Strauss, baročni slikar in pozlatar (1721, Slovenj Gradec – 1783, Slovenj Gradec)
- Jože Tisnikar, slikar (1928, Mislinja – 1998, Slovenj Gradec)
- Aljaž Velički, fotograf (1986, Slovenj Gradec)
- Sašo Vrabič, slikar, fotograf in glasbenik (1974, Slovenj Gradec)
- Janez Weiss - Belač, kipar (1915, Ljubljana – 1944, Graška Gora)
- Martin Wiser, kipar, v Slovenj Gradcu je deloval v letih 1729–1731 (ok. 1670, Tirolska, Avstrija – po 1731, ?)
- Mirko Zdovc, arhitekt (1927, Slovenj Gradec – 2005, Maribor)

## Vojska
- Karel Barle, španski borec, kemijski inženir (1920, Šmartno pri Slovenj Gradcu – 1948, Ljubljana)
- Jože Druškovič, partizan (?, okolica Slovenj Gradca – 1942, Bosna in Hercegovina)
- Franci Duler, partizan, slikarski pomočnik (?, Pameče – 1942, Ribnica na Pohorju)
- Valentin France - Zdravko, partizan, elektrikar (1885, Letuš – 1942, Celje)
- Štefan Goršek - Čaki, partizan, gospodarski referent, trgovec (1919, Turiška vas – 1945, Otiški Vrh)
- Rado Iršič - Gregl, narodni heroj, ekonomist (1910, Mislinja – 1941, Maribor)
- Ivan Kavs, partizan, brzojavni mojster, odlikovan z narodnim redom za zasluge (1886, ? – 1953, Stari trg)
- Ivan Kopač - Pauček, zdravnik in partizan, v okolici Slovenj Gradca zgradil 6 partizanskih bolnišnic v letih 1944–1945 (1916, Novo mesto – 1988, Celje)
- Slavko Korenič, veteran vojne za Slovenijo in politik (1950, Slovenj Gradec)
- Avgust Kranjc - Marjan, partizan, tesar (1914, Brda – 1945, Maribor)
- Lado Mavsar - Ronko, narodni heroj (1923, Notranje Gorice – 1944, Graška gora, pokopan v Šmiklavžu)
- Mladen Mrmolja, častnik (1936, Slovenj Gradec)
- Stanka Orožim - Janja, partizanka (1925, Sveti Matevž pri Gomilskem – 1945, Pameče)
- Tatjana Pečnik, častnica (1967, Slovenj Gradec)
- Anton Plešnik - Murat, partizan, komandant (1918, ? – 1945, Kolovrat)
- Jožef Potočnik, mornariški častnik in kirurg, oče Hermana Potočnika (1841, Slovenj Gradec – 1894, Pulj, Hrvaška)
- Karel Rotovnik - Gojko, partizan, podoficir (1914, Legen – 1943, Završe)
- Franc Rozman - Stane, španski borec, general in narodni heroj (1912, Spodnje Pirniče – 1944, Lokve)
- Robert Simonič, častnik (1975, Slovenj Gradec)
- Ignac Voljč - Fric, narodni heroj, kovač (1904, Vrhnika – 1944, Troblje)
- Franjo Vrunč - Buzda, narodni heroj, učitelj (1910, Slovenj Gradec – 1941, Maribor)

## Zabava (estrada)
- Jasna Kuljaj, televizijska in radijska voditeljica, imitatorka (1981, Slovenj Gradec)
- Peter Poles, televizijski voditelj (1978, Slovenj Gradec)

## Zdravstvo
- Mihael (Miloš) Lužnik, zdravnik, pediater (1923, Ravne na Koroškem)
- Franjo Radšel, zdravnik, pulmolog (1899, Pameče – 1987, Maribor)
- Lojze Simoniti, zdravnik, internist in pulmolog, v Slovenj Gradcu je služboval v letih 1937–1941 in 1945–1957 (1901, Biljana – 1957, Maribor)
- Janko Sušnik, zdravnik (1927, Maribor – 2005, Slovenj Gradec)
- Nado Vodopija, zdravnik, urolog, častni občan Slovenj Gradca, tam je služboval po v letih 1970–2007 (? – ?)

## Drugo
- Henrik IV. Andeško-Meranski, plemič, grof, vojvoda (ok. 1175, ? – 1228, Slovenj Gradec)
- Matthäus Cerdonis, tiskar (1445, Slovenj Gradec – po 1487, ?)
- Rodbina Czoernig, baroni, grob so imeli na pokopališču v Šmartnem pri Slovenj Gradcu, danes nagrobni kamen v cerkvenem zidu
- Jasmin Čaušević, jadralec, pustolovec in pisatelj (1961, Slovenj Gradec)
- Rodbina Hebenstreit, bratje Henrik, Bertold in Friderik, lastniki gradu Vodriž (Widerdriezz) od najmanj leta 1338 do 60. let 14. stoletja
- Andrej (Andrew) Kobal, pisatelj, novinar, psiholog, svetovalec ameriške vlade, v Slovenj Gradcu deloval v letih 1920–1921 (1899, Cerkno – 1988, Murnau am Staffelsee, Nemčija)
- Ludvik Kordež, humanitarni delavec (1940, Slovenj Gradec)